# A Nemzetközi Űrállomás 50. alaplegénysége
A Nemzetközi Űrállomás 50. alaplegénysége (expedíciója) hattagú alaplegénység, melyet két Szojuz űrhajó, a Szojuz MSZ–02 és a Szojuz MSZ–03 juttat fel és hoz majd le a Földre. Az expedíció a Nemzetközi Űrállomás 49. alaplegénységének Szojuz MSZ–01 űrhajóval a tervek szerint 2016. október 30-i visszatérésével kezdődik majd és a Szojuz MSZ–02 űrhajó várhatóan 2017. február 25-i visszatérésével fejeződik majd be.

## Személyzet
| Pozíció            | Első szakasz (2016. október 30-tól) | Második szakasz (2016. novembertől 2017. februárig)                                                                                            |
| ------------------ | --- | --- |
| parancsnok         | Robert S. Kimbrough, NASA második űrrepülése fellövés: 2016. 10. 19., Szojuz MSZ–02 visszatérés: 2017. 02. 25. (tervezett), Szojuz MSZ–02 | Robert S. Kimbrough, NASA második űrrepülése fellövés: 2016. 10. 19., Szojuz MSZ–02 visszatérés: 2017. 02. 25. (tervezett), Szojuz MSZ–02      |
| fedélzeti mérnök 1 | Andrej Boriszenko, RKA második űrrepülése fellövés: 2016. 10. 19., Szojuz MSZ–02 visszatérés: 2017. 02. 25. (tervezett), Szojuz MSZ–02    | Andrej Boriszenko, RKA második űrrepülése fellövés: 2016. 10. 19., Szojuz MSZ–02 visszatérés: 2017. 02. 25. (tervezett), Szojuz MSZ–02         |
| fedélzeti mérnök 2 | Szergej Rizsikov, RKA első űrrepülése fellövés: 2016. 10. 19., Szojuz MSZ–02 visszatérés: 2017. 02. 25. (tervezett), Szojuz MSZ–02        | Szergej Rizsikov, RKA első űrrepülése fellövés: 2016. 10. 19., Szojuz MSZ–02 visszatérés: 2017. 02. 25. (tervezett), Szojuz MSZ–02             |
| fedélzeti mérnök 3 | | Peggy Whitson, NASA harmadik űrrepülése fellövés: 2016. 11. 15. (tervezett), Szojuz MSZ–03 visszatérés: 2017. május (tervezett), Szojuz MSZ–03 |
| fedélzeti mérnök 4 | | Oleg Novickij, RKA második űrrepülése fellövés: 2016. 11. 15. (tervezett), Szojuz MSZ–03 visszatérés: 2017. május (tervezett), Szojuz MSZ–03   |
| fedélzeti mérnök 5 | | Thomas Pesquet, ESA első űrrepülése fellövés: 2016. 11. 15. (tervezett), Szojuz MSZ–03 visszatérés: 2017. május (tervezett), Szojuz MSZ–03     |

ForrásSpacefacts